# 山梨いすゞ自動車
山梨いすゞ自動車株式会社（やまなしいすずじどうしゃ、略称：山梨いすゞ）は、かつて存在したいすゞ自動車の販売会社。本社を山梨県中巨摩郡に置き、山梨運輸支局管轄区域を販売エリアとした。
いすゞネットワーク（現・いすゞ自動車販売）の完全子会社であった。
2011年（平成23年）10月1日、神奈川いすゞ自動車と共に、東京いすゞ自動車に合併し解散。同時に東京いすゞはいすゞ自動車首都圏に商号変更した。

## 事業所所在地
- 本社 - 山梨県中巨摩郡昭和町築地新居
  - 本社サービス工場 - 中巨摩郡昭和町築地新居
- 富士吉田営業所 - 山梨県富士吉田市上吉田
  - 富士吉田営業所サービス工場 - 富士吉田市上吉田